# Општина Халмашд (Салаж)
Халмашд (рум. Halmăşd) општина је у Румунији у округу Салаж.
Oпштина се налази на надморској висини од 284 m.